# ヴィリノヒールシク
ヴィリノヒールシク（ウクライナ語: Вільногірськ）はウクライナのドニプロペトローウシク州ヴィリノヒールシク地区にある都市。サモトカーニ川の河岸に位置する。都市の高さは海抜178 mである。面積は10 km²。人口は22,079人 (2022年1月1日)。
ヴィリノヒールシクは1956年8月12日に創建された。1964年に市制施行された。
市内ではヴィリノヒールシク駅がある。首都キエフまでの直線距離は370 km、鉄道で443 km、車道で383 kmとなっている。州庁所在地までの直線距離は70 km、鉄道で89 km、車道で95.8 kmとなっている。